# Peinture de Dong Ho
Cette page contient des caractères spéciaux ou non latins. S’ils s’affichent mal (▯, ?, etc.), consultez la page d’aide Unicode.

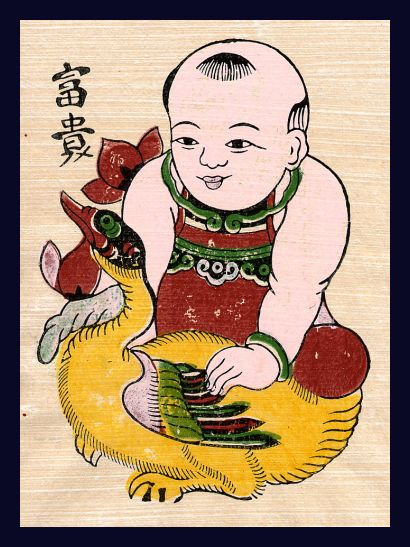

La peinture de Dong Ho (en vietnamien : Tranh Đông Hồ, nom complet Tranh khắc gỗ dân gian Đông Hồ) est un genre de gravure sur bois peinte du Viet Nam originaire du village de Dong Ho (làng Đông Hồ) dans la province de Bắc Ninh.
Les artisans de Dong Ho impriment ces images sur le papier traditionnel điệp, avec des couleurs naturelles. Les thèmes sont des vœux de bonne chance, des personnages historiques, des activités quotidiennes et des allégories folkloriques.
Dans le passé, la peinture de Dong Ho était un élément essentiel de la fête du Têt. Cette tradition a progressivement diminué sous l'influence de la peinture moderne et des contrefaçons. Cependant, l'art des peintures de Dong Ho est toujours considéré comme un symbole de la culture traditionnelle et une valeur esthétique du Viêt Nam.